# Microcharon hispanicus
Microcharon hispanicus är en kräftdjursart som beskrevs av Giuseppe L. Pesce och Diana M.P. Galassi 1989. Microcharon hispanicus ingår i släktet Microcharon och familjen Microparasellidae. Inga underarter finns listade i Catalogue of Life.